# Nikolaus Ambrosi
Nikolaus Ambrosi, auch Nicolò Ambrosi, (* 17. November 1728 in Villa Lagarina bei Trient; † nach 1781) war ein italienischer Bildhauer.
Nikolaus Ambrosi lebte seit 1756 mit Unterstützung des Grafen Massimiliano Lodron, Erzpriester seines Geburtsortes, in Wien und wurde auf der Akademie der Bildhauerkunst ausgebildet. Danach wirkte er als Bildhauer. 1781 wurde er Mitglied der Wiener Kunstakademie und am 23. März 1781 für sein Aufnahmewerk Anakreon, den ein Mädchen mit Rosen bekränzt und dem ein Knabe Wein in den Becher giesst (Gips, seit 1836 verschollen) mit dem ersten Preis der Akademie ausgezeichnet.